# Wipławki
Wipławki (deutsch Wieplack) ist ein Ort in der polnischen Woiwodschaft Ermland-Masuren. Er gehört zur Gmina Bartoszyce (Landgemeinde Bartenstein) im Powiat Bartoszyce (Kreis Bartenstein (Ostpr.)).

## Geographische Lage
Wipławki liegt am Mühlenfließ (polnisch Młynówka) in der nördlichen Mitte der Woiwodschaft Ermland-Masuren, 21 Kilometer südwestlich der früheren und heute auf russischem Hoheitsgebiet gelegenen Kreisstadt Friedland (Ostpr.) (russisch Prawdinsk) bzw. vier Kilometer nördlich der heutigen Kreismetropole Bartoszyce (deutsch Bartenstein).

## Geschichte
Der im Jahre 1424 als Weybelauke ersterwähnte  und nach 1429 Wippelwackenen, nach 1493 Wiplauken. nach 1570 Wiplack und erst nach 1820 Wieplack genannte Ort bestand aus ein paar kleinen Höfen. Im Jahre 1874 kam die kleine Landgemeinde zum neu gebildeten Amtsbezirk Liekeim (polnisch Nalikajmy) im ostpreußischen Kreis Friedland, der 1927 in „Kreis Bartenstein“ umbenannt wurde. 58 Einwohner zählte Wieplack im Jahre 1910.
Am 30. September 1928 gab Wieplack seine Eigenständigkeit auf und schloss sich mit dem Gutsbezirk Liekeim (polnisch Nalikajmy) zur neuen Landgemeinde Liekeim zusammen.
In Kriegsfolge wurde 1945 das gesamte südliche Ostpreußen an Polen abgetreten. In diesem Zusammenhang bekam Wieplack die polnische Namensform „Wipławki“ und ist heute eine Ortschaft innerhalb der Landgemeinde Bartoszyce (Bartenstein) im Powiat Bartoszycki (Kreis Bartenstein), von 1975 bis 1998 der Woiwodschaft Olsztyn, seither der Woiwodschaft Ermland-Masuren zugehörig.

## Kirche
Bis 1945 war Wieplack in die evangelische Kirche St. Johann in der Stadt Bartenstein in der Kirchenprovinz Ostpreußen der Kirche der Altpreußischen Union, sowie in die römisch-katholische Kirche St. Bruno in der Kreisstadt im damaligen Bistum Ermland eingepfarrt.
Heute gehört Wipławki auch zur römisch-katholischen Pfarrei in Bartoszyce, die nun dem Erzbistum Ermland zugeordnet ist, auch zur evangelischen Gemeinde der Stadt, die nun aber eine Filialgemeinde der Kirche St. Johann Kętrzyn (Rastenburg) in der Diözese Masuren der Evangelisch-Augsburgischen Kirche in Polen ist.

## Verkehr
Wipławki liegt an einer Nebenstraße, die von Bartoszyce über Dąbrowa (Damerau) nach Nalikajmy (Liekeim) führt. Eine Anbindung an den Bahnverkehr besteht nicht.